# Kírovske (Txornomórske)
|  | Per a altres significats, vegeu «Kírovskoie». |

Kírovske (en (ucraïnès): Кіровське) és un poble de la República Autònoma de Crimea a Ucraïna, que el 2014 tenia 2.086 habitants. Pertany al districte de Txornomórske.